# Киносвидание
«Киносвидание» (англ. Date Movie) — американский фильм, вышедший на экраны в 2006 году. Является пародией на различные фильмы, большинство из которых мелодраматического содержания.

## Сюжет
Джулия Джонс — молодая девушка, греко-японо-еврейско-индийского происхождения, страдающая ожирением, мечтает встретить своего «принца на белом коне». В греческом ресторане, где работает Джулия, она видит привлекательного молодого человека. Понимая, что с такой внешностью её никто не полюбит, девушка идёт к своднику по имени Хитч. Он ведёт Джулию в гараж, где ей проводят «тюнинг», после которого она становится привлекательной.
Став красивой, Джулия принимает участие в телешоу знакомств и побеждает в нём, получая приз — ужин с Грантом Трахмудочкиным (тем самым парнем, которого она видела в ресторане, где работает).
Отношения Джулии и Гранта Трахмудочкина развиваются стремительно. Вскоре он делает девушке предложение стать его женой и получает положительный ответ. Влюблённые по очереди знакомят друг друга со своими родителями, после чего назначают день свадьбы. Грант говорит Джулии, что шафером на их свадьбе будет некий Энди. Но Энди оказывается не мужчиной, как думала Джулия, а красивой женщиной, с которой Грант был помолвлен три недели назад, но затем они расстались.
Энди всячески пытается расстроить отношения Джулии и Гранта и на время ей это даже удаётся, но как и большинство мелодрам, пародией на которые является «Киносвидание», фильм заканчивается свадьбой влюблённых и их свадебным путешествием.

## Пародируемые фильмы и телепередачи
- Дюплекс — за Грантом и Джулией подглядывала старушка из соседнего окна.
- Красотка — сцена знакомства Энди и Гранта.
- Холостяк — Джулия идёт на телешоу, где выигрывает ужин в ресторане с Грантом.
- Кинг-Конг — Джулия и Грант едут в свадебное путешествие на остров, где снимают фильм про Кинг Конга.
- Вышибалы — Во флешбэке Уайт Гудманом бросает мяч в голову Джулии.
- Ноттинг Хилл — имена главных героев «Киносвидания» намекают на имена актёров этого фильма (Хью Грант и Джулия Робертс).
- А вот и Полли — отец Джулии врезается в живот отца Гранта во время игры в баскетбол.
- Незваные гости — в конце фильма после свадьбы появляется Джон Беквит и говорит «а ещё не поздно эту свадьбу испортить».
- Властелин колец — в ювелирный магазин приходит Фродо и продаёт кольцо всевластия за $ 50.
- Стильная штучка — сцена в ювелирном магазине.
- Джерри Магуайер — во флешбэке Грант и Джулия встречают глухонемую парочку в лифте.
- Скажи что-нибудь — Грант с магнитофоном стоит под окном Джулии.
- Тачку на прокачку — после «тюнинга» в гараже Джулия превращается в красавицу.
- Наполеон Динамит — Наполеон во сне Джулии.
- Неспящие в Сиэтле — Грант предлагает встретиться там же, где Том Хэнкс и Мэг Райан.
- Блондинка в законе — видеопрезентация к поступлению Джулии на кулинарный факультет Гарвардского университета.
- Сбежавшая невеста — В удаленной сцене в начале фильма Джулия в свадебном платье скачет на коне.
- Свадебный переполох — Грант и Джулия приходят к свадебному агенту Джэлл-О, что намекает на Дженнифер Лопес, сцена когда Джулия выходит замуж за Ники.
- Мистер и миссис Смит — сцена у семейного терапевта.
- Свадьба лучшего друга — конфликт между Джулией и Энди и песня в ресторане во время репетиционного банкета.
- Дневник Бриджит Джонс — Джулия тоже ведёт дневник, который носит название «Дневник Джулии Джонс».
- Если свекровь — монстр — Джулия представила как нападает на Энди.
- Когда Гарри встретил Салли — Грант изображает оргазм в ресторане.
- Правила съёма: Метод Хитча — Джулия идёт к своднику, по имени Хитч.
- Моя большая греческая свадьба — Джулия работает в греческом ресторане.
- Как отделаться от парня за 10 дней — статья Гранта в журнале, Грант кричит в ванной комнате.
- Чего хотят женщины и Убить Билла — сцены в свадебном салоне.
- Гарри Поттер и философский камень — отец Джулии выплевывает комок волос, в точности копируя движения Гарри, когда тот едва не проглотил снитч.
- Звёздные войны. Эпизод III: Месть ситхов — в гараже есть момент, когда Джулия выглядит как Дарт Вейдер, а Хитч как Йода.
- Знакомство с родителями и Знакомство с Факерами — сцены знакомства влюблённых с родителями друг друга.

## В ролях
| Актёр            | Роль                        |
| ---------------- | --------------------------- |
| Элисон Хэннигэн  | Джулия Джонс, Фанкедодр     |
| Адам Кэмпбелл    | Грант Фанкедодр             |
| Софи Монк        | Энди                        |
| Кармен Электра   | Энн                         |
| Эдди Гриффин     | отец Джулии Фрэнк Джонс     |
| Мира Симхан      | мать Джулии Линда Джонс     |
| Фред Уиллард     | отец Гранта Берни Фанкедодр |
| Дженнифер Кулидж | мать Гранта Роз Фанкедодр   |
| Мари Матико      | сестра Джулии Бэтти Джонс   |
| Джуда Фридлендер | Ники                        |
| Тони Кокс        | сводник Хитч                |
| Валери Ортис     | свадебный агент Джэлл-О     |
| Lil Jon          | в роли самого себя          |